# Guy Bouriat

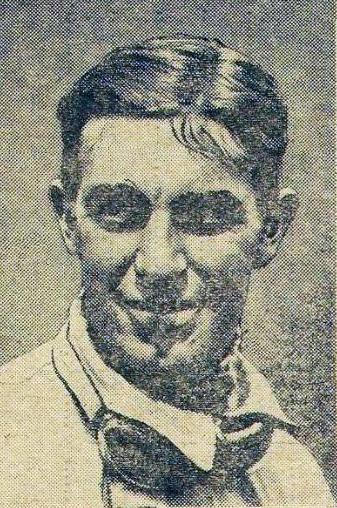
Guy Bouriat 1931

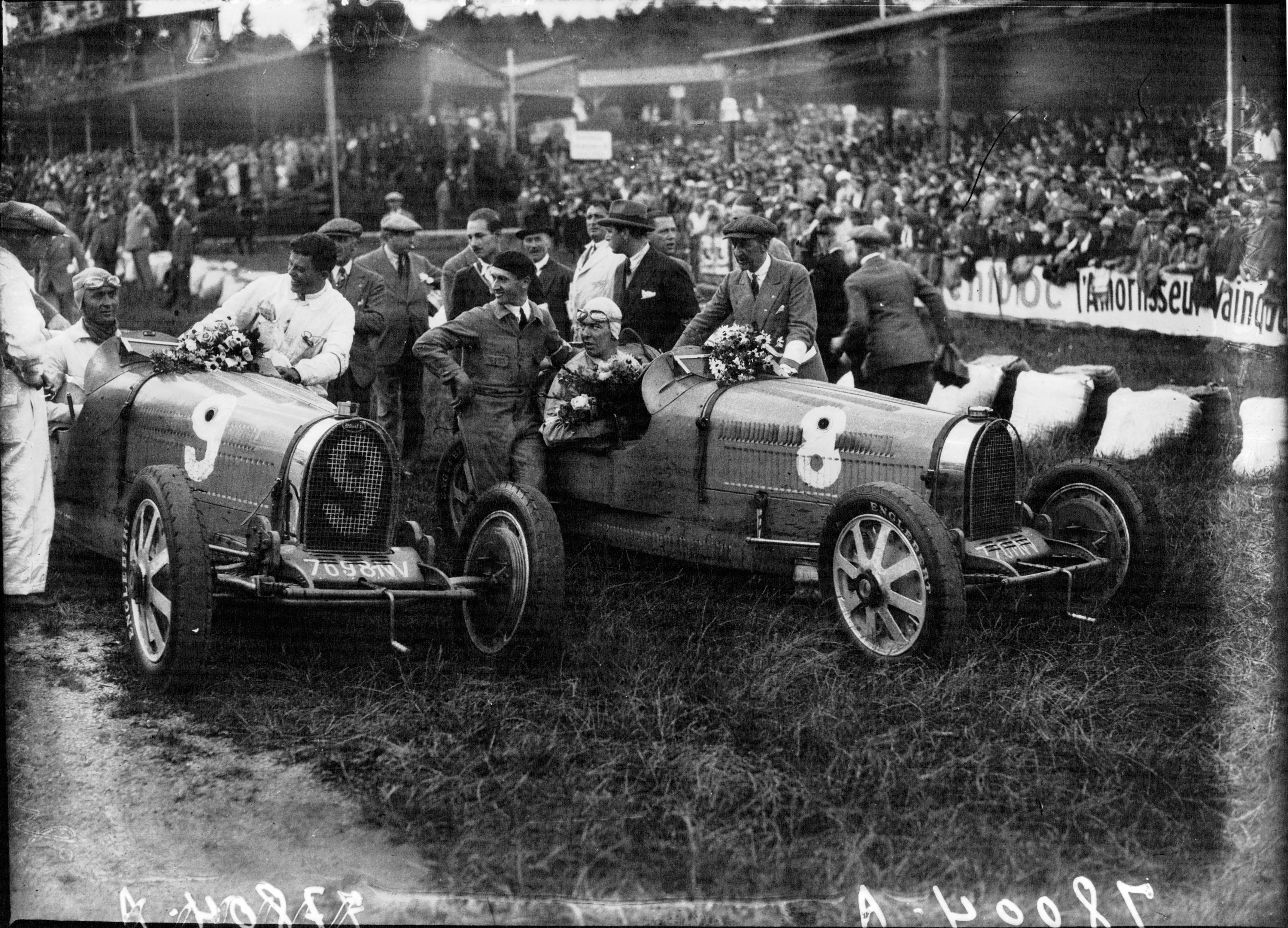
Guy Bouriat (Startnummer 8) und Louis Chiron (Startnummer 9) in ihren Bugattis nach dem Großen Preis von Belgien 1930

Comte Guy Bouriat-Quintart (* 16. Mai 1902 in Paris; † 21. Mai 1933 in Estrées-Mons) war ein französischer Autorennfahrer.

## Karriere im Motorsport

### Monopostosport
Guy Bouriat begann seine Karriere in den 1920er-Jahren und war sowohl als Monoposto- wie auch als Sportwagenpilot aktiv. 1928 wurde er Siebter beim Großen Preis von Italien. Bouriat fuhr einen Bugatti Type 35 und hatte im Ziel einen Rückstand von fünf Runden auf den Sieger Louis Chiron, der ebenfalls mit einem Bugatti am Start war. 1930 wurde er auf einem Werks-Bugatti hinter René Dreyfus und Chiron Dritter beim Großen Preis von Monaco. Beim Großen Preis von Belgien im selben Jahr lag Bouriat knapp vor Ende des Rennens klar in Führung. Die Bugatti-Teamleitung wollte jedoch einen Sieg des Nummer-1-Piloten Chiron und forderte Bouriat mittels Boxensignal auf langsamer zu fahren. In der letzten Runde blieb Bouriat mit laufendem Motor wenige Meter vor der Ziellinie stehen und wartete knapp zwei Minuten auf Chiron. Als Chiron als Sieger die Ziellinie überfuhr, gab Bouriat wieder Gas und beendete das Rennen als Zweiter.
1931 wurde er gemeinsam mit Albert Divo Dritter beim Großen Preis von Italien und mit demselben Partner Siebter beim Großen Preis von Frankreich.

### Sportwagenrennen
Guy Bouriat gab 1926 sein Debüt beim 24-Stunden-Rennen von Le Mans, wo er sechsmal am Start war. Zweimal Rang fünf waren seine besten Platzierungen im Schlussklassement, 1927 gemeinsam mit Pierre Bussienne im E.H.P. DS und 1929 gemeinsam mit Philippe de Rothschild im von Stutz Paris gemeldeten Stutz DV32.

### Tod
Guy Bouriat verunglückte beim Grand Prix de Picardie 1933 tödlich. Er führte auf einem Bugatti T51 zu Beginn des Rennens. Kurz nachdem er von Philippe Étancelin (Alfa Romeo 8C 2300) in der elften Runde an die zweite Stelle verdrängt worden war, begannen die Überrundungen der langsameren Teilnehmer. In der 16. Runde, beim Überrunden des Schweizers Julio Villars, verlor er die Herrschaft über seinen Wagen. Villars hatte nur Étancelin bemerkt, diesen passieren lassen und sich danach sofort wieder in dessen Windschatten eingeordnet. Bouriats Bugatti berührte Villars’ Alfa Romeo, kam dadurch ins Schleudern, prallte mit etwa 150 km/h gegen einen Baum und ging in Flammen auf. Der Einschlag war so heftig, dass Bouriat bereits beim Aufprall starb.
In der Kurve von Mons-en-Chaussée wurde für Bouriat und den Tags zuvor tödlich verunglückten Louis Trintignant ein Denkmal errichtet. 1934 wurden die langen Geraden der bei Péronne gelegenen Strecke durch Schikanen entschärft.

## Statistik

### Le-Mans-Ergebnisse
| Jahr | Team                          | Fahrzeug                     | Teamkollege            | Platzierung | Ausfallgrund       |
| ---- | ----------------------------- | ---------------------------- | ---------------------- | ----------- | ------------------ |
| 1926 | Etablissements Henri Precioux | E.H.P. Type DT Spéciale Tank | Guy Dollfuss           | Ausfall     | Motorschaden       |
| 1927 | Etablissements Henri Precioux | E.H.P. Type DS               | Pierre Bussienne       | Rang 5      |                    |
| 1928 | Etablissements Henri Precioux | E.H.P. Type DU               | Pierre Bussienne       | Rang 14     |                    |
| 1929 | Automobiles Elite Paris       | Stutz Model M Blackhawk      | Philippe de Rothschild | Rang 5      |                    |
| 1931 | Equipe Bugatti                | Bugatti T50S                 | Albert Divo            | Ausfall     | zurückgezogen      |
| 1932 | Guy Bouriat                   | Bugatti Type 55              | Louis Chiron           | Ausfall     | Leck im Benzintank |